# Kemokai Kallon
Kemokai Kallon (Kenema, 17 de março de 1972) é um ex-futebolista serra-leonês que atuava como zagueiro. É irmão de Mohamed Kallon, ex-jogador de Internazionale e Monaco, e de Musa Kallon, que defendeu clubes de Romênia, Turquia e Indonésia na década de 1990.

## Carreira
Conhecido por Panbody, o zagueiro iniciou sua carreira na vizinha Guiné, jogando pelo AS Kaloum Star entre 1994 e 1996. Teve ainda passagens por equipes de Suécia (Ljungskile e Norrby), Líbano (Safa SC e Tadamon), aposentando-se em 2001, aos 29 anos.
Voltaria a jogar em 2006, no Kallon FC, clube fundado por seu irmão Mohamed Kallon, vencendo o Campeonato Serra-Leonês no mesmo ano e a Copa nacional em 2007. Ainda jogaria pelo Belvic United e novamente pelo Kallon FC antes de encerrar definitivamente a carreira de jogador em 2014.

## Seleção
Kemokai Kallon jogou 52 partidas pela Seleção Serra-Leonesa de Futebol entre 1992 e 2006, tendo feito 4 gols. Disputou 2 partidas na Copa das Nações Africanas de 1994, a primeira disputada pelos Leone Stars na história. Na edição seguinte, foi preterido pelo treinador Roger Palmgren, que levou Mohamed e Musa Kallon (irmãos do zagueiro) para a competição.

## Títulos
AS Kaloum Star
- Campeonato Guineano: 2 (1995 e 1996)

Kallon FC
- Campeonato Serra-Leonês: 1 (2006)
- Copa de Serra Leoa: 1 (2007)

Serra Leoa
- Taça Amílcar Cabral: 2 (1993 e 1995)